# Фефилов, Вадим Павлович
Вади́м Па́влович Фефи́лов (7 июня 1967 года, Ленск) — российский журналист-международник, документалист, писатель.

## Биография
Родился и вырос в городе Ленск Якутской АССР (ныне — Республика Саха). В юношестве увлекался боксом и собирался поступать в институт физической культуры в Хабаровске. По окончании десяти классов Вадим с мамой полетели на Урал, в гости к родственникам, где впоследствии он и получил образование.
В 1991 году окончил филологический факультет Пермского университета. По словам самого журналиста, попал на факультет случайно.
Проходил срочную службу в рядах Советской армии на Дальнем Востоке в 1986—1988 годы. Был призван со второго курса по студенческому набору. Вернувшись через два года, продолжил своё обучение в университете.
После учёбы получил предложение стать собственным корреспондентом РТР по Пермской области. В 1991—2000 годы трудился репортёром и комментатором программы «Вести», работая в горячих точках (журналисты тогда попадали в очень непростые ситуации: падение на вертолёте, похищение, плен — см., напр.).

«После окончания филологического факультета пермского университета я пошёл работать на телевидение, и со мной много чего происходило. Например, в 92-м на войне в Абхазии я жил на линии обстрела грузинской артиллерии в полуразрушенном санатории рядом с парнями-добровольцами с Северного Кавказа. Ими командовал скромный молодой парень с чёрной бородкой по имени Шамиль Басаев. Он выделил нам с оператором комнату и распорядился насчёт помощника, чтобы тот помогал носить телевизионное оборудование и показывал места, где меньше вероятность попасть под снайперский огонь. В общем, Шамиль Басаев показался нам славным человеком и хорошим командиром…
В 97—99-м годах много работал на балканских войнах. Однажды косовские боевики, приняв нас за сербских шпионов, повезли в горы на расстрел, от смерти спас молодой головорез в зелёной бандане, примчавшийся на старом запылённом мерседесе, чтобы передать приказ штаба на отмену расстрела».

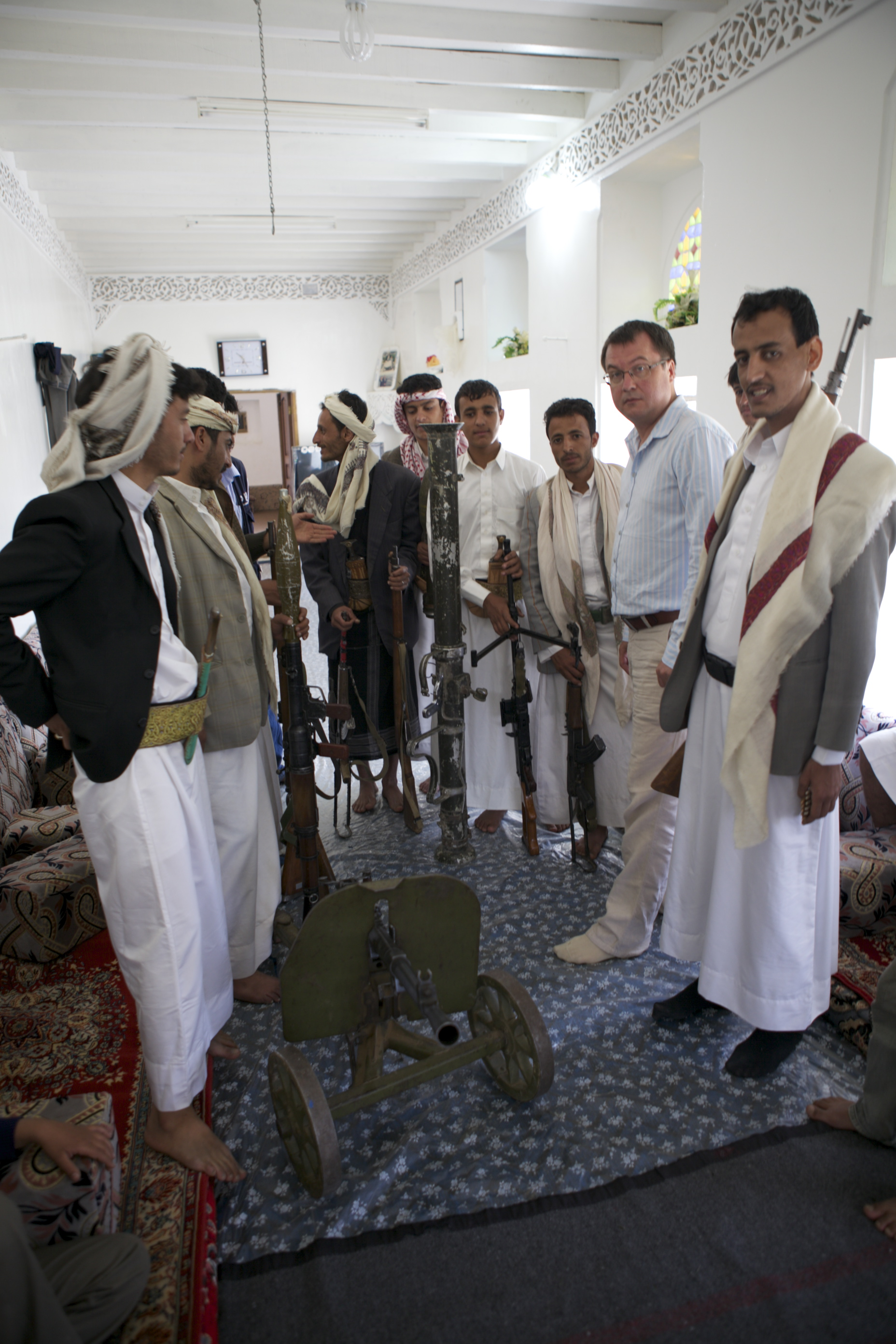
У клановой милиции в Северном Йемене. Сентябрь 2012.

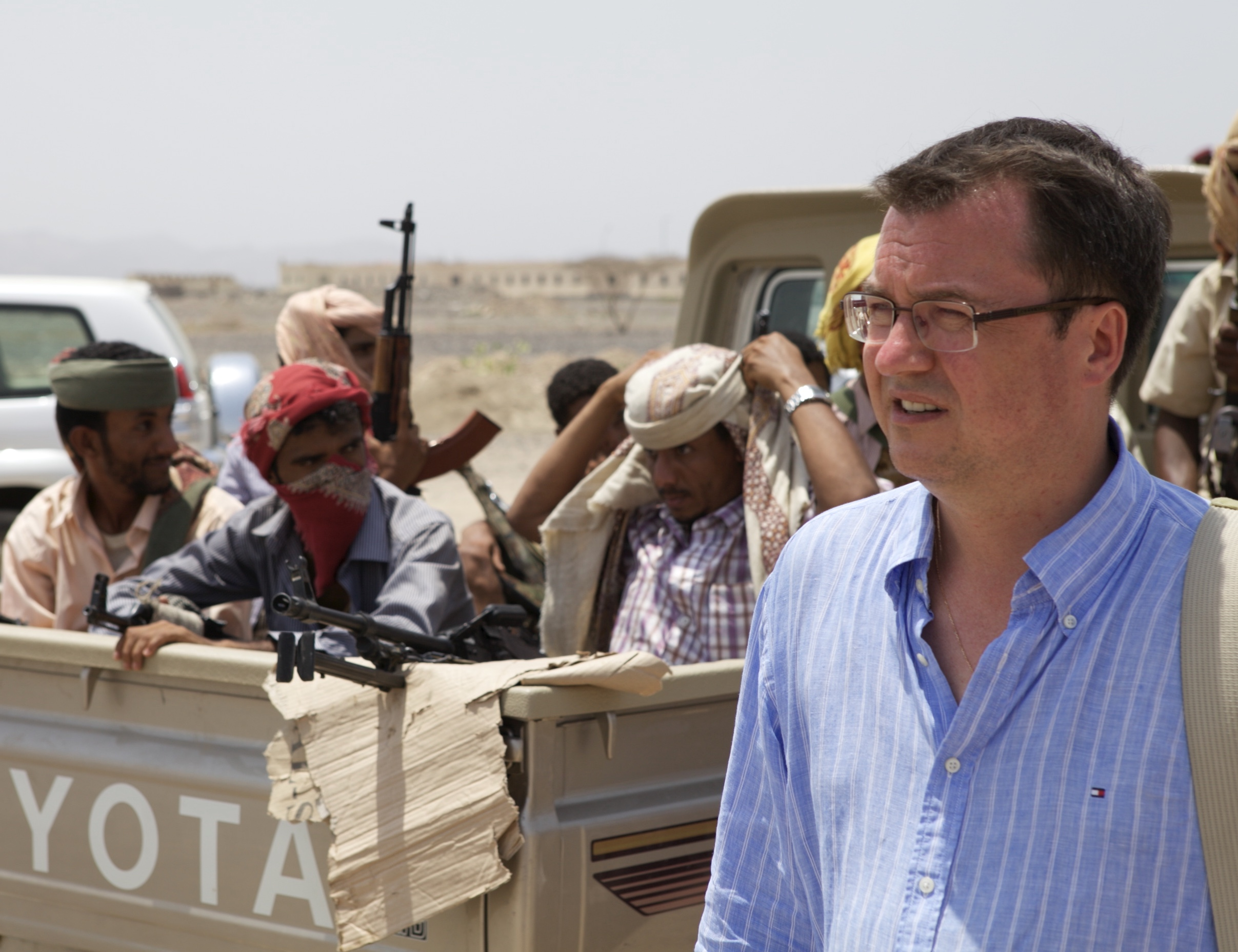
В Южном Йемене. 2012.

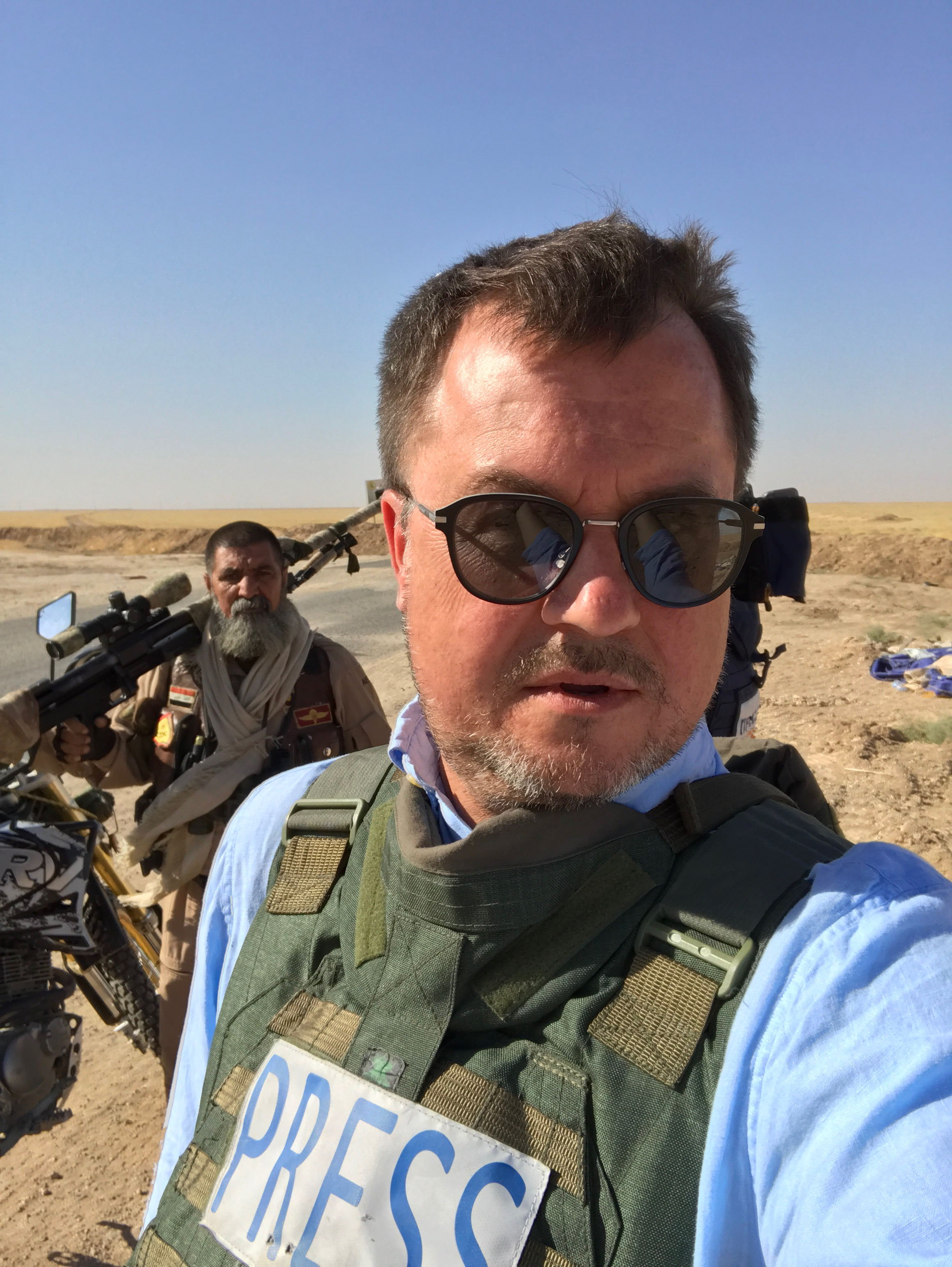
На фоне знаменитого иракского снайпера по прозвищу "Охотник за игиловцами" (321 пораженная цель). Авнуст 2017 года.

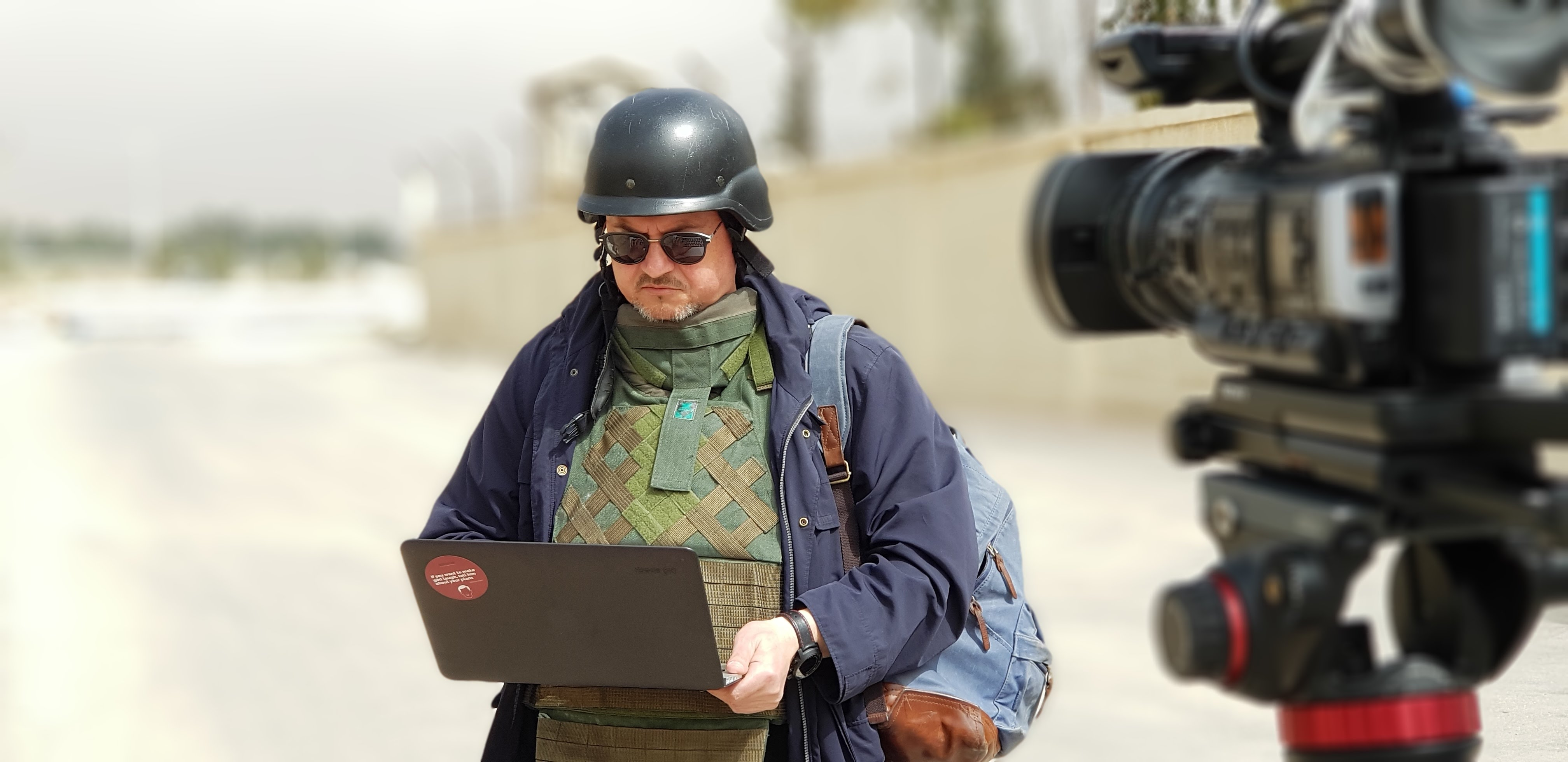
В Восточной Гуте под Дамаском (Сирия). Апрель 2018 года.

С июня 2000 по апрель 2001 года — корреспондент Службы информации ОАО «Телекомпания НТВ», программы «Сегодня» и «Итоги».
С мая 2001 по май 2003 года — корреспондент информационных служб ТВ-6 и ТВС, программы «Новости» и «Итоги». На ТВС являлся парламентским корреспондентом, работал в Государственной думе РФ.
С мая 2003 по ноябрь 2019 года — корреспондент Дирекции информационного вещания НТВ. В разное время работал в телевизионных программах «Сегодня», «Страна и мир», «Личный вклад» с Александром Герасимовым, «Сегодня: итоговая программа» с Кириллом Поздняковым, «Сегодня. Итоги», «Профессия — репортёр», «Анатомия дня», «Точка» с Максимом Шевченко и «Итоги недели» с Ирадой Зейналовой. Последние телематериалы Фефилова на канале датированы 30 марта 2018 года и 15 мая 2018 года.
География репортажей журналиста очень обширна. Освещал войну в Абхазии в 1992, военную кампанию в Чечне в 1995—1996, гражданскую войну в Косово и Метохии, бомбардировки Югославии, события в Дагестане в 1999, вторую чеченскую кампанию в 1999—2001, «революцию роз» в Грузии, государственные перевороты в Кыргызстане. Вёл репортажи о терактах на Дубровке и в Беслане. Снимал репортажи, документальные фильмы в Нигерии, Афганистане, Судане, Сомали, Ливане, Йемене и в Сирии (по обе стороны фронта). Будучи спецкором НТВ в Сирии, 29 мая 2014 года был ранен осколком мины.
С января 2020 года — советник Генерального директора АО «Телекомпания НТВ».
С 2019 по 2020 год учился в РАНХиГС — по направлению «специалист в области государственного управления, master of public administration» (профиль выпускной работы — управление человеческим капиталом).
С февраля 2021 года — руководитель представительства Россотрудничества в Армении.
В издательстве АСТ готовится к выходу серия книг о йеменской девушке Бенфике. Первый из романов серии, «Клинки капитана Бенфики», был издан в 2022 году; через год вышел второй роман серии, «Тени Мали»; оба произведения опубликованы издательством АСТ.

## Награды и премии
- Медаль «За участие в миротворческой миссии в Сирийской арабской республике» (25 марта 2018 года).
- Почётная грамота за большой вклад в развитие российской журналистики и высокий профессионализм, проявленный при освещении тем высокой общественной значимости, президента РФ В. В. Путина от 8 июня 2016 года.
- Благодарность за активное участие в работе по информационному обеспечению освещения грузино-осетинского конфликта президента Дмитрия Медведева от 24 декабря 2008 года (№ 812-рп).
- Медаль ордена «За заслуги перед Отечеством» II степени[36] (указом президента РФ В. В. Путина № 815 от 27 июня 2007 года награждён «за большой вклад в развитие отечественного телевидения и плодотворную работу» как корреспондент Дирекции информационного вещания НТВ).

## Фильмография

### Документальные фильмы
- 2018 — «НТВ-видение: Багдад — твоя могила!»
- 2017 — «НТВ-видение: Забери меня, мама!»
- 2017 — «НТВ-видение: Старик, пых-пых и море»[37]
- 2016 — «НТВ-видение: Роковая горянка»[38]
- 2016 — «НТВ-видение: Территория зла. Бежать или остаться…»[39]
- 2015 — «Профессия — репортёр: По дороге в халифат»
- 2015 — «Профессия — репортёр: Смерти вопреки!»
- 2013 — «Профессия — репортёр: Сирийская смута» (номинирован на ТЭФИ-2014)[40]
- 2013 — «Профессия — репортёр: Пять лет без войны»
- 2013 — «Профессия — репортёр: Египетские демоны»
- 2013 — «Профессия — репортёр: Территория АК»
- 2013 — «Терра Аль-Каида»[41]
- 2009 — «В августе 2008-го…»[42]

## Избранные публикации
- Фефилов В. Дети посреди войны // Сноб. 13.01.2015.
- Фефилов В. Однажды в Йемене. Семейные дела Бенфики и ее клана // Сноб. 19.04.2015.
- Фефилов В. Русские карточки из сирийского отпуска // Ящик Пандоры. 07.10.2015.
- Фефилов В. П. Репортёрские будни // Далекие — близкие. Страницы из жизни выпускников филологического факультета Пермского университета, работающих в разных регионах страны и мира / сост. Н. Е. Васильева; отв. за вып. Б. В. Кондаков; Перм. гос. нац. исслед. ун-т. Пермь, 2015. 376 с. С. 325—336.